# Classe F (sommergibile)
La classe F è stata una classe di sommergibili della Regia Marina.

## Progetto e caratteristiche
Progettata dall'ingegner Cesare Laurenti, maggiore del Genio Navale, derivava dalla classe Medusa. 
Costituì la miglior classe di sommergibili italiani del primo conflitto mondiale, presentando buone caratteristiche di manovrabilità ed affidabilità, e risultando peraltro di costi limitati. Risultarono ideali per l'impiego in bacini ristretti, come l'Adriatico. L'unico loro limite consisteva nella quota operativa non molto profonda, che comunque non era necessaria in un mare come l'Adriatico.
Avevano struttura «a doppio scafo totale»: lo scafo interno, resistente, era costituito da sezioni trasversali la cui forma variava a seconda degli apparati collocati nei vari locali; lo scafo esterno aveva invece la forma di uno scafo da torpediniera. Lo spazio tra lo scafo resistente ed il ponte di coperta poteva essere trasformato in una cassa d'immersione aggiuntiva, mediante l'uso di serrande stagne. I doppifondi erano quattro.
Furono tra i primi sommergibili italiani ad imbarcare un apparato radio ed un idrofono tipo «Fessenden».
Fu la più numerosa classe di sommergibili italiani, con ben 21 unità completate, cui se ne aggiunsero numerose altre costruite per altri Paesi, quali Spagna, Portogallo, Brasile, Svezia e Russia.

## Unità

### Regia Marina
- F 1
- F 2
- F 3
- F 4
- F 5
- F 6
- F 7
- F 8
- F 9
- F 10
- F 11
- F 12
- F 13
- F 14
- F 15
- F 16
- F 17
- F 18
- F 19
- F 20
- F 21

### Armada Española
| Nome                    | Impostata         | Varata         | Entrata in servizio | Radiata           |
| ----------------------- | ----------------- | -------------- | ------------------- | ----------------- |
| Narciso Monturiol (A-1) | 28 settembre 1915 | 17 aprile 1917 | 25 agosto 1917      | 1º settembre 1934 |
| Cosme García (A-2)      | 9 settembre 1915  | 17 giugno 1917 | 25 agosto 1917      | 17 dicembre 1931  |
| A-3                     | 23 marzo 1916     | 10 giugno 1917 | 25 agosto 1917      | 18 maggio 1932    |

## Storia
Ebbero largo ed intenso impiego in Adriatico a partire dal 1916, cogliendo anche alcuni risultati, quali gli affondamenti dei piroscafi Pelagosa ed Euterpe (ad opera dell'F 7) e del sommergibile U 20 (ad opera dell'F 12).
Nessuna unità andò perduta per cause belliche, ma tre affondarono accidentalmente: l'F 4 e l'F 8 per manovre errate, nel 1917, senza vittime e venendo poi recuperati e rimessi in servizio; l'F 14 nel 1928 per collisione con il cacciatorpediniere Missori, e con la morte dell'intero equipaggio nonostante i disperati tentativi di soccorso.
Impiegate intensamente nell'addestramento, le unità della classe furono progressivamente radiate negli anni venti e trenta (le ultime nel 1935).